# ليزا تيتزنر
ليزا تيتزنر (بالألمانية: Lisa Tetzner) كاتبة ألمانية ولدت في ألمانيا عام 1894م، ألفت العديد من الروايات للاطفال، أشهرها رواية الإخوة السود، تزوجت ليزا من كورت هيلد الشيوعي اليهودي، واضطرت هي وزوجها للهرب إلى سويسرا من النازيين في عام 1948 وحصلت على الجنسية السويسرية.

## روابط خارجية
- ليزا تيتزنر على موقع IMDb (الإنجليزية)
- ليزا تيتزنر على موقع مونزينجر (الألمانية)
- ليزا تيتزنر على موقع ألو سيني (الفرنسية)
- ليزا تيتزنر على موقع ميوزك برينز (الإنجليزية)
- ليزا تيتزنر على موقع قاعدة بيانات الفيلم (الإنجليزية)
- ليزا تيتزنر على موقع كينوبويسك (الروسية)